# Турнир четырёх наций
Турнир четырёх наций — международный турнир по хоккею с шайбой, который проходил с 12 по 20 февраля 2025 года в Монреале (Белл-центр) и в Бостоне (ТД-гарден). Турнир организован Национальной хоккейной лигой (НХЛ) и включал только игроков НХЛ. Турнир четырёх наций временно заменил ежегодный Матч всех звёзд НХЛ в 2025 году. В рамках турнира команды Канады, Финляндии, Швеции и США сыграли между собой в круговом формате, после чего состоялся финальный матч между двумя лучшими командами.

## Предыстория
Комиссар НХЛ Гэри Беттмэн 2 февраля 2024 года на пресс-конференции в рамках Матча всех звезд НХЛ объявил о проведении турнира четырёх наций в 2025 году. На пресс-конференции также присутствовали исполнительный директор Ассоциации игроков НХЛ (NHLPA) Марти Уолш и четыре игрока НХЛ: Коннор Макдэвид (Канада), Себастьян Ахо (Финляндия), Элиас Петтерссон (Швеция) и Остон Мэттьюс (США).
На пресс-конференции Беттмэн объявил о планах участия НХЛ в международных турнирах с участием лучших игроков в ближайшие годы. В 2025 году игроки примут участие в турнире четырёх наций, в котором примут участие хоккеисты НХЛ, представляющие Канаду, Финляндию, Швецию и США. Турнир четырёх наций будет проводиться вместо Матча всех звезд НХЛ в 2025 году. Беттмэн заявил, что игроки НХЛ будут участвовать в зимних Олимпийских играх 2026 и 2030 годов, после того как они не были заявлены на турниры 2018 и 2022 годов. Также Беттмэн отметил, что лига проведет следующие Кубки мира по хоккею в 2028 и 2032 годах, при этом последний розыгрыш состоялся в 2016 году.
На момент объявления турнира все участвующие сборные входили в шестерку лучших по рейтингу Международной федерации хоккея (IIHF): Канада (1), Финляндия (2), США (4) и Швеция (6). Германия, занявшая пятое место, не имела достаточного количества игроков НХЛ для формирования состава. Хотя у России и Чехии (3-е и 8-е места соответственно) было достаточно игроков НХЛ, чтобы собрать команды, они не были включены в турнир. Причем Россия была исключена из-за запрета, наложенного на неё IIHF в связи с продолжающимся вторжением на Украину. Чешский нападающий Давид Пастрняк назвал отсутствие Чехии «огромным разочарованием», хотя, по его словам, он понимал, что время на организацию турнира было ограничено. В первых репортажах о формате турнира журналист Грег Вышински писал, что соревнование нельзя считать «турниром сильнейших» из-за отсутствия игроков из других ведущих хоккейных стран..

## Места проведения
Изначально лига не объявляла места проведения турнира, лишь указав, что их будет два — одно в Канаде, а другое в США.. 8 июня лига подтвердила, что местами проведения турнира станут «Белл-центр» в Монреале и «ТД-гарден» в Бостоне, что совпало с более ранними сообщениями СМИ.
| Монреаль            | Бостон              |
| ------------------- | ------------------- |
| Белл-центр          | ТД-гарден           |
| Вместимость: 21,105 | Вместимость: 17,850 |
|                     |                     |

## Участники
В турнире приняли участие 4 сборных:
| Европа - Финляндия - Швеция | Северная Америка - Канада - США |

## Составы команд
Каждая сборная состоит из 23 игроков: 20 полевых (нападающие и защитники) и 3 вратарей. Игроки были выбраны соответствующими хоккейными федерациями: Hockey Canada, Финским хоккейным союзом, Шведским хоккейным союзом и USA Hockey. В турнире смогли принять участие только игроки, имеющие контракт с клубом НХЛ на сезон 2024–25 и входящие в состав команды НХЛ по состоянию на 2 декабря 2024 года. Поскольку у НХЛ нет соглашения с ИИХФ о проведении турнира четырёх наций, участие игроков, не выступающих в НХЛ, исключается.
Первые шесть хоккеистов в составе каждой команды были объявлены НХЛ 28 июня, а остальные игроки были объявлены 4 декабря.

## Регламент турнира
Перед началом турнира были проведены два тренировочных дня — 10 и 11 февраля. С 12 по 20 февраля было сыграно семь игр. Турнир проходил в круговом формате, команды получали три очка за победу в основное время, два очка за победу в овертайме или серии буллитов, одно очко за поражение в овертайме или серии буллитов и ноль очков за поражение в основное время. Каждая команда сыграла по три игры, и две команды, набравшие наибольшее количество очков, вышли в финал, состоящий из одного матча.
Все игры проходили на площадках стандартных размеров НХЛ с соблюдением правил НХЛ. В матчах группового этапа, в случае ничейного счёта по итогам основного времени, назначается 10-минутный овертайм в формате «3 на 3» до первой заброшенной шайбы, за которым следует серия буллитов из трёх бросков, если победитель не выявлен. В финальном матче овертайм проходил в формате «5 на 5» с 20-минутными периодами до первой заброшенной шайбы.

## Расписание

### Предварительный раунд
|  | Команды, выходящие в финал |

| М | Сборная   | И | В | П | ПО | ВОО | ВО | ШЗ | ШП | РШ | О |
| - | --------- | - | - | - | -- | --- | -- | -- | -- | -- | - |
| 1 | США       | 3 | 2 | 1 | 0  | 2   | 2  | 10 | 4  | 6  | 6 |
| 2 | Канада    | 3 | 2 | 1 | 0  | 2   | 1  | 10 | 9  | 1  | 5 |
| 3 | Швеция    | 3 | 1 | 0 | 2  | 1   | 1  | 8  | 9  | -1 | 5 |
| 4 | Финляндия | 3 | 1 | 2 | 0  | 1   | 0  | 8  | 14 | -6 | 2 |

Источник: eliteprospects.com
Начало матчей указано по местному времени (UTC−5:00)
| 12 февраля 2025 20:00 | Швеция | 3 : 4 (ОТ) (0:2, 1:1, 2:0, 0:1) | Канада | Белл-центр, Монреаль Зрителей: 21 105 |

| Отчёт | Отчёт                                     | Отчёт | Отчёт              | Отчёт                                                                |
| --- | ----------------------------------------- | --- | ------------------ | -------------------------------------------------------------------- |
| |                                           | |                    |                                                                      |
| | Филип Густавссон                          | Вратари | Джордан Биннингтон | Судьи: Крис Руни Горд Дуайер Линейные судьи: Скотт Черри Райан Дейзи |
| | Голы:                                     | |                    | Судьи: Крис Руни Горд Дуайер Линейные судьи: Скотт Черри Райан Дейзи |
| Юнас Бродин — 29:33 (В. Хедман, Л. Рэймонд) Адриан Кемпе — 41:54 (Э. Карлссон, М. Экхольм) Юэль Эрикссон Эк — 48:59 (Й. Братт, Л. Рэймонд) | 0 : 1 0 : 2 1 : 2 1 : 3 2 : 3 3 : 3 3 : 4 | 00:56 — Натан Маккиннон (бол.) (С. Кросби, К. Макдэвид) 13:15 — Брэд Маршан (Б. Пойнт, С. Джарвис) 37:28 — Марк Стоун (С. Кросби) 66:06 — Митч Марнер (С. Кросби) |                    | Судьи: Крис Руни Горд Дуайер Линейные судьи: Скотт Черри Райан Дейзи |
| |                                           | |                    | Судьи: Крис Руни Горд Дуайер Линейные судьи: Скотт Черри Райан Дейзи |
| |                                           | |                    | Судьи: Крис Руни Горд Дуайер Линейные судьи: Скотт Черри Райан Дейзи |
| |                                           | |                    | Судьи: Крис Руни Горд Дуайер Линейные судьи: Скотт Черри Райан Дейзи |
| 2 мин | Штраф                                     | 2 мин |                    | Судьи: Крис Руни Горд Дуайер Линейные судьи: Скотт Черри Райан Дейзи |
| |                                           | |                    |                                                                      |
| | 28                                        | Броски | 26                 |                                                                      |

| 13 февраля 2025 20:00 | Финляндия | 1 : 6 (1:1, 0:1, 0:4) | США | Белл-центр, Монреаль Зрителей: 21 105 |

| Отчёт                                            | Отчёт                                   | Отчёт | Отчёт            | Отчёт                                                                  |
| ------------------------------------------------ | --------------------------------------- | --- | ---------------- | ---------------------------------------------------------------------- |
|                                                  |                                         | |                  |                                                                        |
|                                                  | Юусе Сарос                              | Вратари | Коннор Хеллебайк | Судьи: Уэс Макколи Жан Эбер Линейные судьи: Джонни Мюррей Кил Марчисон |
|                                                  | Голы:                                   | |                  | Судьи: Уэс Макколи Жан Эбер Линейные судьи: Джонни Мюррей Кил Марчисон |
| Хенри Йокихарью — 07:31 (М. Гранлунд, О. Мяяття) | 1 : 0 1 : 1 : 2 1 : 3 1 : 4 1 : 5 1 : 6 | 10:21 — Брэди Ткачук (М. Болди, З. Веренски) 37:04 — Мэттью Болди (Б. Фейбер, К. Коннор) 40:15 — Мэттью Ткачук (бол.) (З. Веренски, Дж. Генцел) 40:26 — Джейк Генцел (О. Мэттьюс, Дж. Хьюз) 43:00 — Брэди Ткачук (Дж. Айкел, М. Ткачук) 51:13 — Мэттью Ткачук (бол.) (З. Веренски, Дж. Айкел) |                  | Судьи: Уэс Макколи Жан Эбер Линейные судьи: Джонни Мюррей Кил Марчисон |
|                                                  |                                         | |                  | Судьи: Уэс Макколи Жан Эбер Линейные судьи: Джонни Мюррей Кил Марчисон |
|                                                  |                                         | |                  | Судьи: Уэс Макколи Жан Эбер Линейные судьи: Джонни Мюррей Кил Марчисон |
|                                                  |                                         | |                  | Судьи: Уэс Макколи Жан Эбер Линейные судьи: Джонни Мюррей Кил Марчисон |
| 10 мин                                           | Штраф                                   | 6 мин |                  | Судьи: Уэс Макколи Жан Эбер Линейные судьи: Джонни Мюррей Кил Марчисон |
|                                                  |                                         | |                  |                                                                        |
|                                                  | 21                                      | Броски | 32               |                                                                        |

| 15 февраля 2025 13:00 | Швеция | 3 : 4 (ОТ) (1:2, 2:1, 0:0, 0:1) | Финляндия | Белл-центр, Монреаль Зрителей: 19 724 |

| Отчёт | Отчёт                                                       | Отчёт | Отчёт          | Отчёт                                                                  |
| --- | ----------------------------------------------------------- | --- | -------------- | ---------------------------------------------------------------------- |
| |                                                             | |                |                                                                        |
| | Филип Густавссон — 00:00-19:46 Линус Улльмарк — 19:46-61:49 | Вратари | Кевин Ланкинен | Судьи: Крис Руни Уэс Макколи Линейные судьи: Джонни Мюррей Скотт Черри |
| | Голы:                                                       | |                | Судьи: Крис Руни Уэс Макколи Линейные судьи: Джонни Мюррей Скотт Черри |
| Мика Зибанежад — 08:35 Расмус Далин — 25:06 (Ю. Эрикссон Эк, Л. Рэймонд) Эрик Карлссон — 30:32 (В. Нюландер) | 1 : 0 1 : 1 : 2 : 2 3 : 2 3 : 3 : 4                         | 10:58 — Антон Лунделль (Э. Луостаринен, П. Лайне) 19:46 — Микко Рантанен (бол.) (П. Лайне, С. Ахо) 37:05 — Александр Барков (К. Какко, О. Мяяття) 61:49 — Микаэль Гранлунд (Н. Миккола) |                | Судьи: Крис Руни Уэс Макколи Линейные судьи: Джонни Мюррей Скотт Черри |
| |                                                             | |                | Судьи: Крис Руни Уэс Макколи Линейные судьи: Джонни Мюррей Скотт Черри |
| |                                                             | |                | Судьи: Крис Руни Уэс Макколи Линейные судьи: Джонни Мюррей Скотт Черри |
| |                                                             | |                | Судьи: Крис Руни Уэс Макколи Линейные судьи: Джонни Мюррей Скотт Черри |
| 4 мин | Штраф                                                       | 4 мин |                | Судьи: Крис Руни Уэс Макколи Линейные судьи: Джонни Мюррей Скотт Черри |
| |                                                             | |                |                                                                        |
| | 24                                                          | Броски | 21             |                                                                        |

| 15 февраля 2025 20:00 | Канада | 1 : 3 (1:1, 0:1, 0:1) | США | Белл-центр, Монреаль Зрителей: 21 105 |

| Отчёт                                              | Отчёт                 | Отчёт | Отчёт            | Отчёт                                                                |
| -------------------------------------------------- | --------------------- | --- | ---------------- | -------------------------------------------------------------------- |
|                                                    |                       | |                  |                                                                      |
|                                                    | Джордан Биннингтон    | Вратари | Коннор Хеллебайк | Судьи: Горд Дуайер Жан Эбер Линейные судьи: Райан Дейзи Кил Марчисон |
|                                                    | Голы:                 | |                  | Судьи: Горд Дуайер Жан Эбер Линейные судьи: Райан Дейзи Кил Марчисон |
| Коннор Макдэвид — 05:31 (Д. Даути, Дж. Биннингтон) | 1 : 0 1 : 1 : 2 1 : 3 | 10:15 — Джейк Генцел (Дж. Айкел, З. Веренски) 33:33 — Дилан Ларкин (М. Болди) 58:41 — Джейк Генцел (п.в.) (М. Болди, Б. Фейбер) |                  | Судьи: Горд Дуайер Жан Эбер Линейные судьи: Райан Дейзи Кил Марчисон |
|                                                    |                       | |                  | Судьи: Горд Дуайер Жан Эбер Линейные судьи: Райан Дейзи Кил Марчисон |
|                                                    |                       | |                  | Судьи: Горд Дуайер Жан Эбер Линейные судьи: Райан Дейзи Кил Марчисон |
|                                                    |                       | |                  | Судьи: Горд Дуайер Жан Эбер Линейные судьи: Райан Дейзи Кил Марчисон |
| 17 мин                                             | Штраф                 | 19 мин |                  | Судьи: Горд Дуайер Жан Эбер Линейные судьи: Райан Дейзи Кил Марчисон |
|                                                    |                       | |                  |                                                                      |
|                                                    | 26                    | Броски | 23               |                                                                      |

| 17 февраля 2025 13:00 | Финляндия | 3 : 5 (0:3, 0:1, 3:1) | Канада | ТД-гарден, Бостон Зрителей: 17 238 |

| Отчёт | Отчёт                                                 | Отчёт | Отчёт              | Отчёт                                                              |
| --- | ----------------------------------------------------- | --- | ------------------ | ------------------------------------------------------------------ |
| |                                                       | |                    |                                                                    |
| | Кевин Ланкинен — 00:00-25:03 Юусе Сарос — 25:03-60:00 | Вратари | Джордан Биннингтон | Судьи: Крис Руни Жан Эбер Линейные судьи: Скотт Черри Кил Марчисон |
| | Голы:                                                 | |                    | Судьи: Крис Руни Жан Эбер Линейные судьи: Скотт Черри Кил Марчисон |
| Эса Линделль — 53:19 (А. Лехконен) Микаэль Гранлунд — 58:20 (П. Лайне) Микаэль Гранлунд — 58:43 (А. Барков, С. Ахо) | 0 : 1 0 : 2 0 : 3 0 : 4 1 : 4 2 : 4 3 : 4 3 : 5       | 04:13 — Коннор Макдэвид 04:59 — Натан Маккиннон (С. Райнхарт, Б. Хэйгел) 13:02 — Брэйден Пойнт (Т. Сэнхайм, К. Макдэвид) 25:03 — Натан Маккиннон (С. Кросби, С. Райнхарт) 59:04 — Сидни Кросби (п.в.) (С. Райнхарт) |                    | Судьи: Крис Руни Жан Эбер Линейные судьи: Скотт Черри Кил Марчисон |
| |                                                       | |                    | Судьи: Крис Руни Жан Эбер Линейные судьи: Скотт Черри Кил Марчисон |
| |                                                       | |                    | Судьи: Крис Руни Жан Эбер Линейные судьи: Скотт Черри Кил Марчисон |
| |                                                       | |                    | Судьи: Крис Руни Жан Эбер Линейные судьи: Скотт Черри Кил Марчисон |
| 0 мин | Штраф                                                 | 2 мин |                    | Судьи: Крис Руни Жан Эбер Линейные судьи: Скотт Черри Кил Марчисон |
| |                                                       | |                    |                                                                    |
| | 26                                                    | Броски | 28                 |                                                                    |

| 17 февраля 2025 20:00 | США | 1 : 2 (1:2, 0:0, 0:0) | Швеция | ТД-гарден, Бостон Зрителей: 17 850 |

| Отчёт                                         | Отчёт           | Отчёт                                                                                 | Отчёт          | Отчёт                                                                    |
| --------------------------------------------- | --------------- | ------------------------------------------------------------------------------------- | -------------- | ------------------------------------------------------------------------ |
|                                               |                 |                                                                                       |                |                                                                          |
|                                               | Джейк Оттинджер | Вратари                                                                               | Самуэль Эрссон | Судьи: Уэс Макколи Горд Дуайер Линейные судьи: Джонни Мюррей Райан Дейзи |
|                                               | Голы:           |                                                                                       |                | Судьи: Уэс Макколи Горд Дуайер Линейные судьи: Джонни Мюррей Райан Дейзи |
| Крис Крайдер — 00:35 (З. Веренски, Дж. Айкел) | 1 : 0 1 : 1 : 2 | 13:39 — Густав Нюквист (Э. Карлссон, В. Арвидссон) 19:04 — Йеспер Братт (В. Нюландер) |                | Судьи: Уэс Макколи Горд Дуайер Линейные судьи: Джонни Мюррей Райан Дейзи |
|                                               |                 |                                                                                       |                | Судьи: Уэс Макколи Горд Дуайер Линейные судьи: Джонни Мюррей Райан Дейзи |
|                                               |                 |                                                                                       |                | Судьи: Уэс Макколи Горд Дуайер Линейные судьи: Джонни Мюррей Райан Дейзи |
|                                               |                 |                                                                                       |                | Судьи: Уэс Макколи Горд Дуайер Линейные судьи: Джонни Мюррей Райан Дейзи |
| 6 мин                                         | Штраф           | 6 мин                                                                                 |                | Судьи: Уэс Макколи Горд Дуайер Линейные судьи: Джонни Мюррей Райан Дейзи |
|                                               |                 |                                                                                       |                |                                                                          |
|                                               | 33              | Броски                                                                                | 23             |                                                                          |

### Финал
Начало матча указано по местному времени (UTC−5:00)
| 20 февраля 2025 20:00 | США | 2 : 3 (ОТ) (1:1, 1:1, 0:0, 0:1) | Канада | ТД-гарден, Бостон Зрителей: 17 850 |

| Отчёт                                                                               | Отчёт                     | Отчёт | Отчёт              | Отчёт                                                                  |
| ----------------------------------------------------------------------------------- | ------------------------- | --- | ------------------ | ---------------------------------------------------------------------- |
|                                                                                     |                           | |                    |                                                                        |
|                                                                                     | Коннор Хеллебайк          | Вратари | Джордан Биннингтон | Судьи: Крис Руни Горд Дуайер Линейные судьи: Скотт Черри Джонни Мюррей |
|                                                                                     | Голы:                     | |                    | Судьи: Крис Руни Горд Дуайер Линейные судьи: Скотт Черри Джонни Мюррей |
| Брэди Ткачук — 16:52 (О. Мэттьюс) Джейк Сандерсон — 27:32 (О. Мэттьюс, З. Веренски) | 0 : 1 : 1 2 : 1 2 : 2 : 3 | 04:48 — Натан Маккиннон (Т. Харли, С. Райнхарт) 34:00 — Сэм Беннетт (М. Марнер) 68:18 — Коннор Макдэвид (М. Марнер) |                    | Судьи: Крис Руни Горд Дуайер Линейные судьи: Скотт Черри Джонни Мюррей |
|                                                                                     |                           | |                    | Судьи: Крис Руни Горд Дуайер Линейные судьи: Скотт Черри Джонни Мюррей |
|                                                                                     |                           | |                    | Судьи: Крис Руни Горд Дуайер Линейные судьи: Скотт Черри Джонни Мюррей |
|                                                                                     |                           | |                    | Судьи: Крис Руни Горд Дуайер Линейные судьи: Скотт Черри Джонни Мюррей |
| 2 мин                                                                               | Штраф                     | 0 мин |                    | Судьи: Крис Руни Горд Дуайер Линейные судьи: Скотт Черри Джонни Мюррей |
|                                                                                     |                           | |                    |                                                                        |
|                                                                                     | 33                        | Броски | 27                 |                                                                        |

### Лучшие бомбардиры
| Игрок            | Команда   | И | Г | П | О | +/- |
| ---------------- | --------- | - | - | - | - | --- |
| Зак Веренски     | США       | 4 | 0 | 6 | 6 | 3   |
| Коннор Макдэвид  | Канада    | 4 | 3 | 2 | 5 | -1  |
| Сидни Кросби     | Канада    | 4 | 1 | 4 | 5 | 2   |
| Натан Маккиннон  | Канада    | 4 | 4 | 0 | 4 | 4   |
| Микаэль Гранлунд | Финляндия | 3 | 3 | 1 | 4 | -1  |
| Джейк Генцел     | США       | 4 | 3 | 1 | 4 | 2   |
| Джек Айкел       | США       | 4 | 0 | 4 | 4 | 1   |
| Сэм Райнхарт     | Канада    | 4 | 0 | 4 | 4 | 1   |
| Брэди Ткачук     | США       | 4 | 3 | 0 | 3 | 3   |
| Мэттью Ткачук    | США       | 3 | 2 | 1 | 3 | 0   |

По данным: NHL.com

### Лучшие вратари
В списке указаны вратари, сыгравшие не менее 60 минут на турнире.
| Игрок              | Команда   | И | П | ПШ | КН   | ОБ%   | СМ | Мин    |
| ------------------ | --------- | - | - | -- | ---- | ----- | -- | ------ |
| Самуэль Эрссон     | Швеция    | 1 | 1 | 1  | 1.00 | 0.970 | 0  | 60:00  |
| Коннор Хеллебайк   | США       | 3 | 2 | 5  | 1.59 | 0.932 | 0  | 188:18 |
| Джордан Биннингтон | Канада    | 4 | 3 | 10 | 2.37 | 0.907 | 0  | 252:43 |
| Юусе Сарос         | Финляндия | 2 | 0 | 6  | 3.96 | 0.870 | 0  | 91:00  |
| Филип Густавссон   | Швеция    | 2 | 0 | 6  | 4.19 | 0.813 | 0  | 85:52  |
| Кевин Ланкинен     | Финляндия | 2 | 1 | 7  | 4.84 | 0.811 | 0  | 86:52  |

По данным: NHL.com

## Трансляция турнира
| Страна    | Телеканал |
| --------- | --- |
| Канада    | Sportsnet (Английский) Citytv (Английский) (15 февраля) TVA Sports (Французский) |
| США       | TNT / TruTV / Max (Английский) (12 и 17 февраля) ESPN / ESPN+ (Английский) (13 и 20 февраля) ABC / ESPN+ (Английский) (15 февраля) ESPN Deportes (Испанский) (13, 15, и 20 февраля) |
| Финляндия | Nelonen / Ruutu |
| Швеция    | Viaplay |

## Примечание
1. 1 2  NHL to return to Olympics in 2026, 2030, hold '4 Nations Face-Off' in 2025. TSN. The Canadian Press (2 февраля 2024). Дата обращения: 2 февраля 2024. Архивировано 2 февраля 2024 года.
2. ↑  Nivison, Austin. NHL announces return to Winter Olympics in 2026 and 2030, unveils plans for '4 Nations Face-Off'. CBS Sports (2 февраля 2024). Дата обращения: 3 февраля 2024. Архивировано 3 февраля 2024 года.
3. 1 2 3  Wyshinski, Greg. NHL going to Olympics, another 4-nation tourney. ESPN (2 февраля 2024). Дата обращения: 2 февраля 2024. Архивировано 2 февраля 2024 года.
4. ↑  Elvin, Gustav; Spiegel, Jackie. NHL players to return to the Winter Olympics in 2026; play in new 4 Nations Face-off next year. Philadelphia Inquirer (2 февраля 2024). Дата обращения: 4 февраля 2024. Архивировано 4 февраля 2024 года.
5. ↑  NHL To Return To Olympics For 2026, 2030 Winter Games. Barron's. Agence France-Presse. Дата обращения: 2 февраля 2024. Архивировано 2 февраля 2024 года.
6. ↑  Silverman, Alex. NHL, NHLPA announce Olympic return, launch new international event. Sports Business Journal (2 февраля 2024). Дата обращения: 2 февраля 2024. Архивировано 2 февраля 2024 года.
7. ↑  Wells, Adam. NHL Announces 2025 4 Nations Face-Off Tournament with Canada, USA, Finland, Sweden (англ.). Bleacher Report (2 февраля 2024). Дата обращения: 3 февраля 2024. Архивировано 3 февраля 2024 года.
8. 1 2  Ellis, Steven. NHL, NHLPA to host 4 Nations Face-Off international tournament in 2025 (англ.). Daily Faceoff (2 февраля 2024). Дата обращения: 22 апреля 2024. Архивировано 22 апреля 2024 года.
9. 1 2 3  Cushman, Kyle. Report: NHL's 2025 international tourney will include just 4 nations (англ.). theScore.com (20 ноября 2023). Дата обращения: 4 февраля 2024. Архивировано 5 мая 2024 года.
10. ↑  Kingerski, Dan. NHL to Stage 4-Nation International Tournament in 2025 (амер. англ.). Pittsburgh Hockey Now (2 февраля 2024). Дата обращения: 4 февраля 2024. Архивировано 4 февраля 2024 года.
11. 1 2  Seravalli, Frank. NHL's 2025 international tournament won't be a World Cup, and won't have Russian players (англ.). Daily Faceoff (20 октября 2023). Дата обращения: 4 февраля 2024. Архивировано 4 февраля 2024 года.
12. ↑  Ryan, Conor. David Pastrnak irked by absence of Czech players in NHL international tournament (амер. англ.). The Boston Globe (6 февраля 2024). Дата обращения: 22 апреля 2024. Архивировано 22 апреля 2024 года.
13. ↑  Maple Leafs-led Team Matthews mix competitiveness, chirps in NHL All-Star Game win (англ.). Sportsnet.ca. Дата обращения: 4 февраля 2024. Архивировано 4 февраля 2024 года.
14. ↑  Wyshinski, Greg. Sources: NHL aims for 4-nation tourney in 2025 (англ.). ESPN.com (20 ноября 2023). Дата обращения: 4 мая 2024. Архивировано 22 апреля 2024 года.
15. ↑  Van Diest, Derek. NHL to hold 4 Nations Face-Off tournament in 2025. NHL (2 февраля 2024). Дата обращения: 2 февраля 2024. Архивировано 2 февраля 2024 года.
16. ↑  2025 4 Nations Face-Off to take place in Montreal, Boston. NHL (8 июня 2024). Дата обращения: 8 июня 2024.
17. ↑  www.nhl.com. NHL.com - Teams (MTL). National Hockey League. Дата обращения: 6 марта 2021.
18. ↑  www.boston.com. Here's an update on the changes coming to TD Garden. Nicole Yang (17 сентября 2019). Дата обращения: 5 марта 2021.